# Nicolaas Rouwens
Nicolaas Rouwens (1797 - 7 mei 1853) was van 1823 tot zijn dood burgemeester van Bloemendaal en tevens gemeentesecretaris.

## Biografie
Rouwens kwam uit een geslacht van Bloemendaalse timmerlieden. Hij was eigenaar en bewoner van het kleine buiten Bloemoord aan de Bloemendaalseweg 125 waartoe ook de nog steeds bestaande huisjes aan het achtergelegen Laantje van Patna (personeelswoningen) en een koetshuis (nu smederij) behoorden. In Bloemoord is thans de stichting Welzijn Bloemendaal gevestigd.